# دانه‌خوار تروپیرو
دانه‌خوار تروپیرو (نام علمی: Sporophila beltoni) نام یک گونه از سرده دانه‌خوارهای اصلی است.